# Eupithecia orientata
Eupithecia orientata är en fjärilsart som beskrevs av Otto Staudinger 1901. Eupithecia orientata ingår i släktet Eupithecia och familjen mätare. Inga underarter finns listade i Catalogue of Life.